# Данент, Сара
Сара Данент (фр. Sarah Daninthe, р.25 июня 1980) — французская фехтовальщица-шпажистка, чемпионка мира, призёр чемпионата Европы и Олимпийских игр в командных соревнованиях.

## Биография
Родилась в 1980 году в Лез-Абим (Гваделупа). В 2004 году стала обладательницей бронзовой медали Олимпийских игр в Афинах в командном турнире. В составе сборной Франции в 2005 и 2008 годах становилась чемпионкой мира, в 2011 году стала бронзовым призёром чемпионата Европы.